# Stéphane Huchard
Stéphane Huchard, dit « Stuch », né en 1964, est un batteur et compositeur de jazz français.

## Biographie
Après avoir commencé la batterie à l'âge de 7 ans, il découvre le jazz à l'âge de 15 ans et intègre l’école de batterie Dante Agostini de Paris  dont il obtient un premier prix avec félicitations du jury. En 1999, il sort son premier disque comme leader chez Blue Note Records, Tribal Traquenard, avec Linley Marthe, Olivier Louvel, Stéphane Guillaume, Pierre de Bethmann et des invités tels Stefano Di Battista, Louis Winsberg, Jean-Pierre Como et Marc Berthoumieux. Cet album est couronné par le Djangodor 2000 du meilleur espoir pour un premier disque.
Tout au long de sa carrière, Il a également collaboré avec des artistes tels qu'Élizabeth Caumont, Jacques Vidal, Frédéric Sylvestre, Sylvain Beuf, Nguyên Lê, Tânia Maria, Laurent de Wilde, David Linx, Jacky Terrasson, Stochelo Rosenberg, Sanseverino, et d'autres.

## Discographie (sélection)

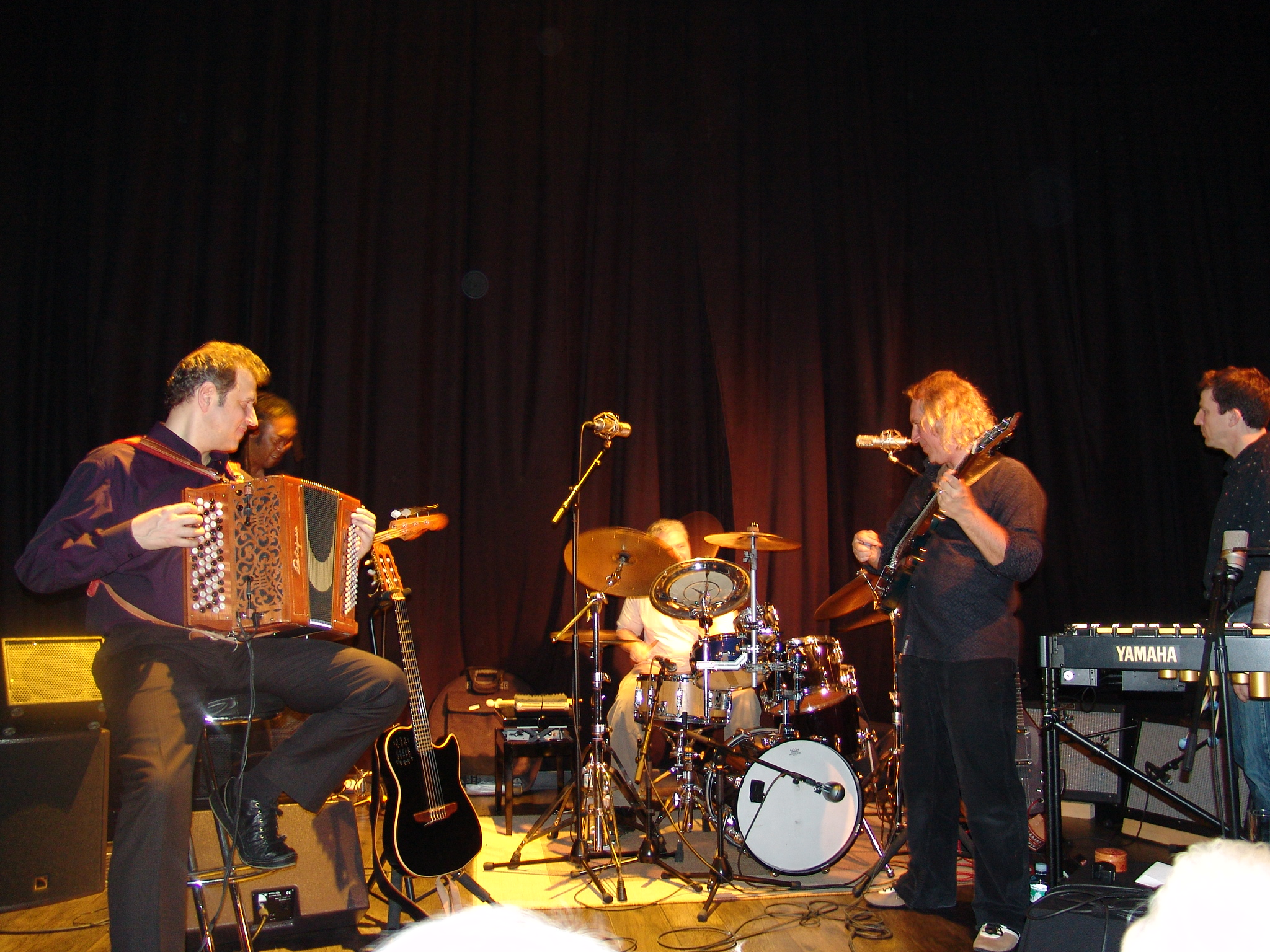
Louis Winsberg en concert au Club de Jazz de Dunkerque avec Marc Berthoumieux, Franck Tortiller, Linley Marthe et Stéphane Huchard

### Album comme leader
- 1999 : Tribal Traquenard, Blue Note Records
- 2002 : Toutakoosticks, Blue Note Records
- 2005 : Bouchabouches, Nocturne
- 2008 : African Tribute to Art Blakey, Harmonia Mundi
- 2013 : Panamerican, Jazz Village
- 2016 : Tranches de tronches

### Participations
- 2007 : album Détours de Dominique Fillon

## Récompense
- 2000 : Djangodor du meilleur espoir pour un premier disque pour Tribal Traquenard[2]